# Nada Fiorelli
Pour les articles homonymes, voir Fiorelli.
Nada Fiorelli est une actrice italienne née à Pescara le 17 août 1919, et morte à Rome le 16 septembre 1984.

## Filmographie
- 1937 : Marcella de Guido Brignone
- 1940 : La Fille du corsaire de Enrico Guazzoni
- 1942 : Macario au Far West de Giorgio Ferroni
- 1946 : Le Dernier Rêve (L'ultimo sogno), de Marcello Albani
- 1946 : Pian delle stelle de Giorgio Ferroni
- 1950 : Tombolo, paradis noir (Tombolo, paradiso nero), de Giorgio Ferroni : Elvira
- 1950 : Femmes sans nom (Donne senza nome), de Géza von Radványi : une détenue
- 1951 : Les miracles n'ont lieu qu'une fois d'Yves Allégret : Maria Forni
- 1952 : La Femme à l'orchidée de Raymond Leboursier : Une danseuse
- 1953 : Le Carrosse d'or de Jean Renoir : Isabella